# Forrestopius pamelae
Forrestopius pamelae är en stekelart som beskrevs av Ian D. Gauld och Sithole 2002. Forrestopius pamelae ingår i släktet Forrestopius och familjen brokparasitsteklar. Inga underarter finns listade i Catalogue of Life.